# Zé Ivaldo
José Ivaldo Almeida Silva (Cajueiro, 21 de fevereiro de 1997), mais conhecido como Zé Ivaldo, é um futebolista brasileiro que atua como zagueiro. Joga pelo Santos, emprestado pelo Cruzeiro.

## Carreira

### Athletico Paranaense

#### 2015
Em 2015, transferiu-se para o Athletico Paranaense, e no dia 2 de maio de 2015, o zagueiro de 18 anos estreou profissionalmente no time titular do Furacão. Na partida pelo Campeonato Paranaense, sua equipe derrotou o Nacional, pelo placar de 5–0. Com esta sendo a sua única partida naquele ano.

#### 2017
Em 2017, ele fez várias participações no Campeonato Paranaense, (12 ao todo), e fez sua primeira aparição no Campeonato Brasileiro Série A, em 14 de maio.

### Vitória

#### 2019
Em 17 de maio de 2019, o Vitória anunciou a contratação de Zé Ivaldo, por empréstimo até o fim do ano. Zé Ivaldo estreou com derrota diante do Bragantino por 2–0, no Barradão. O zagueiro protagonizou um lance "bizarro", logo no início de sua trajetória pelo rubro-negro baiano, contra o Oeste, em partida válida pela Série B do Campeonato Brasileiro. No primeiro minuto de jogo, ele foi cortar um cruzamento e jogou contra o próprio patrimônio. Ao fim do confronto, o Vitória acabou sendo derrotado por 3–0. Em 9 de julho, Zé Ivaldo se machucou durante a derrota por 1–0 para o Cuiabá, no Barradão. Ele teve confirmado um edema ósseo no joelho direito.
Encerrou sua passagem pelo Vitória tendo participado de 11 partidas, retornando ao Athletico após o fim do empréstimo.

### Segunda passagem pelo Athletico Paranaense

#### 2021
No dia 25 de junho de 2021, Zé Ivaldo fez sua 100ª partida pelo Athletico Paranaense. Nas semifinais da Copa do Brasil, o zagueiro marcou no Maracanã, com seu time derrotando o Flamengo por 3–0 (ele fez o terceiro gol).
O Athletico Paranaense chegou à final do torneio graças ao empate em casa por 2–2 na semana anterior. Também em 2021, o Athletico Paranaense voltou a se apresentar com sucesso no cenário internacional, tendo conseguido conquistar pela segunda vez a Copa Sul-Americana. Na final do dia 20 de novembro, o time derrotou o Red Bull Bragantino pelo placar de 1–0. Zé Ivaldo disputou oito partidas pelo Furacão nesta campanha.

### Cruzeiro

#### 2022
No dia 9 de abril de 2022, o Cruzeiro anunciou  a contratação de Zé Ivaldo, por empréstimo junto ao Athletico Paranaense até o fim da temporada de 2022. Estreou pelo Cruzeiro na derrota para o Remo por 2–1, pela Copa do Brasil. Em 28 de setembro, Zé Ivaldo fez seu único gol pelo Cruzeiro, quando enfrentou a Ponte Preta, em partida da 32ª rodada da Série B, e venceu pelo amplo placar de 4–1.
Zé Ivaldo deixou a Raposa após o término do Brasileiro Série B. Em 33 jogos, ele marcou um gol e deu três assistências. Foi titular absoluto no elenco de Paulo Pezzolano, durante toda a campanha do título da Série B.

### Retorno ao Athletico-PR

#### 2023
Zé Ivaldo retornou ao Athletico após empréstimo no Cruzeiro em 2022. Após vir atuando pelo clube paranaense em 2023, ressurgiu o interesse do Cruzeiro em contratá-lo, oque acabou se concretizando. Após assinar um pré-contrato com a equipe de Belo Horizonte, ele foi afastado e teve de treinar separado. O zagueiro deixou o clube paranaense, indo a Minas Gerais e se integrando ao Cruzeiro ainda em 2023.
Ao todo pelo Athletico, Zé Ivaldo disputou 175 partidas, marcando oito gols. Tendo conquistado seis títulos com a camisa do Furacão em quase dez temporadas disputadas.

### Segunda passagem pelo Cruzeiro

#### 2024
Após deixar de forma definitiva o Athletico, Zé Ivaldo chegou sem custos ao Cruzeiro para o ano de 2024, assinando um contrato até o final de 2026 com a Raposa. O zagueiro reassumiu a camisa 5, a mesma da temporada 2022.
Sua reestreia aconteceu no dia 27 de janeiro, num empate contra o Athletic, em partida do Campeonato Mineiro. Marcou seu primeiro gol do retorno no dia 3 de fevereiro, também no estadual, na vitória por 2–0 no clássico mineiro contra o Atlético-MG, abrindo o placar com um gol de cabeça, na Arena MRV.

### Santos
Em 5 de janeiro de 2025, foi oficializado o seu empréstimo ao Santos por uma temporada, com opção de compra.

## Estatísticas
Atualizadas até 5 de janeiro de 2025.

### Clubes
| Clube             | Temporada         | Campeonato nacional | Campeonato nacional | Campeonato nacional | Copa nacional[a] | Copa nacional[a] | Copa nacional[a] | Competições continentais[b] | Competições continentais[b] | Competições continentais[b] | Outros torneios[c] | Outros torneios[c] | Outros torneios[c] | Total | Total | Total   |
| Clube             | Temporada         | Jogos               | Gols                | Assist.             | Jogos            | Gols             | Assist.          | Jogos                       | Gols                        | Assist.                     | Jogos              | Gols               | Assist.            | Jogos | Gols  | Assist. |
| ----------------- | ----------------- | ------------------- | ------------------- | ------------------- | ---------------- | ---------------- | ---------------- | --------------------------- | --------------------------- | --------------------------- | ------------------ | ------------------ | ------------------ | ----- | ----- | ------- |
| Athletico-PR      | 2015              | —                   | —                   | —                   | —                | —                | —                | —                           | —                           | —                           | 1                  | 0                  | 0                  | 1     | 0     | 0       |
| Athletico-PR      | 2016              | —                   | —                   | —                   | 2                | 0                | 0                | —                           | —                           | —                           | —                  | —                  | —                  | 2     | 0     | 0       |
| Athletico-PR      | 2017              | 6                   | 0                   | 0                   | —                | —                | —                | 2                           | 0                           | 0                           | 12                 | 1                  | 0                  | 18    | 1     | 0       |
| Athletico-PR      | 2018              | 19                  | 1                   | 0                   | 5                | 0                | 0                | 2                           | 0                           | 0                           | 10                 | 1                  | 0                  | 36    | 2     | 0       |
| Athletico-PR      | 2019              | —                   | —                   | —                   | —                | —                | —                | 1                           | 0                           | 0                           | 7                  | 0                  | 0                  | 8     | 0     | 0       |
| Athletico-PR      | 2020              | 8                   | 0                   | 0                   | 1                | 0                | 0                | 1                           | 0                           | 0                           | 2                  | 0                  | 0                  | 12    | 0     | 0       |
| Athletico-PR      | 2021              | 36                  | 1                   | 0                   | 5                | 2                | 0                | 8                           | 0                           | 0                           | 7                  | 0                  | 0                  | 56    | 3     | 0       |
| Athletico-PR      | 2022              | —                   | —                   | —                   | —                | —                | —                | —                           | —                           | —                           | 5                  | 0                  | 0                  | 5     | 0     | 0       |
| Athletico-PR      | 2023              | 14                  | 0                   | 0                   | 5                | 0                | 0                | 6                           | 0                           | 0                           | 10                 | 2                  | 0                  | 35    | 2     | 0       |
| Athletico-PR      | Total             | 83                  | 2                   | 0                   | 18               | 2                | 0                | 20                          | 0                           | 0                           | 54                 | 4                  | 0                  | 175   | 8     | 0       |
| Vitória           | 2019              | 11                  | 0                   | 0                   | —                | —                | —                | —                           | —                           | —                           | —                  | —                  | —                  | 11    | 0     | 0       |
| Vitória           | Total             | 11                  | 0                   | 0                   | —                | —                | —                | —                           | —                           | —                           | —                  | —                  | —                  | 11    | 0     | 0       |
| Cruzeiro          | 2022              | 30                  | 1                   | 3                   | 3                | 0                | 0                | —                           | —                           | —                           | —                  | —                  | —                  | 33    | 1     | 3       |
| Cruzeiro          | 2024              | 29                  | 1                   | 0                   | 1                | 0                | 0                | 11                          | 1                           | 0                           | 9                  | 2                  | 0                  | 50    | 4     | 0       |
| Cruzeiro          | Total             | 59                  | 2                   | 3                   | 4                | 0                | 0                | 11                          | 1                           | 0                           | 9                  | 2                  | 0                  | 83    | 5     | 3       |
| Santos            | 2025              | 0                   | 0                   | 0                   | 0                | 0                | 0                | —                           | —                           | —                           | 0                  | 0                  | 0                  | 0     | 0     | 0       |
| Santos            | Total             | 0                   | 0                   | 0                   | 0                | 0                | 0                | —                           | —                           | —                           | 0                  | 0                  | 0                  | 0     | 0     | 0       |
| Total na carreira | Total na carreira | 153                 | 4                   | 0                   | 22               | 2                | 0                | 31                          | 1                           | 0                           | 63                 | 6                  | 0                  | 269   | 13    | 3       |

- a. ^ Jogos da Copa do Brasil
- b. ^ Jogos da Copa Libertadores e Copa Sul-Americana
- c. ^ Jogos do Campeonato Paranaense, Recopa Sul-Americana e Campeonato Mineiro e Campeonato Paulista

## Títulos
Athletico Paranaense
- Campeonato Paranaense: 2018, 2019, 2020 e 2023
- Copa Sul-Americana: 2018 e 2021[20]

Cruzeiro
- Campeonato Brasileiro - Série B: 2022